# Ferrovie del Gargano
A Ferrovie del Gargano (röviden FdG vagy FG) közlekedési vállalat Olaszország Puglia régiójában.

## Tevékenysége

### Vasúti személyszállítás
A cég az alábbi vasútvonalakat üzemelteti:
- San Severo–Peschici (80 km)
- Foggia–Lucera (19 km)

### Közúti személyszállítás
A cég országos autóbuszvonalakat üzemeltet, amelyek összekötik a Gargano vidékét Rómával, valamint Anconával, Bolognával, Torinóval, Milánóval, Padovával és Mestrével, valamint Termoli kivételével, az abruzzói központokkal (Vasto, Pescara és Chieti). Ezenkívül számos regionális buszvonalat is üzemeltet, amelyek elsősorban a Foggia megye települései közötti kapcsolatot biztosítják. A cég helyi járatokat üzemeltet Foggiában, San Severóban, San Nicandro Garganicóban, Cagnano Varanóban és Monte Sant’Angeló-ban.

## Története
Már a 19. század végén felvetődött, hogy vasúti kapcsolatot építsenek ki a Gargano települései valamint a Bologna-Brindisi vasúti fővonal között, ezáltal enyhítve a vidék periferiális jellegén. A megvalósításra azonban az első világháború utánig várni kellett. 1923-ban, II. Umbertó herceg látogatása után döntöttek a vonal megépítéséről. 1925. szeptember 17-én a Sindacato per le Strade Ferrate Garganiche egyesület megszerezte a jogokat egy keskeny nyomtávú vasútvonal kiépítésére San Severo és San Menaio között. 1926-ban a Ferrovie e Tramvie del Mezzogiorno vállalat vette át az építkezés irányítását és ekkor döntötték el, hogy normál nyomtávú vasútvonalat építenek. Az első vasúti síneket 1930 elején fektették le. A vasútvonal hivatalos átadására 1931. október 27-én került sor. Az utasforgalom számára ugyanazon esztendő november 15-én nyitották meg.